# کاساس دل مونته
کاساس دل مونته (به اسپانیایی: Casas del Monte) یک منطقهٔ مسکونی در اسپانیا است که در استان کاسرس واقع شده‌است. کاساس دل مونته ۲۷ کیلومتر مربع مساحت دارد.